# Hogna patricki
Hogna patricki este o specie de păianjeni din genul Hogna, familia Lycosidae. A fost descrisă pentru prima dată de Purcell, 1903. Conform Catalogue of Life specia Hogna patricki nu are subspecii cunoscute.